# Hažín nad Cirochou
Hažín nad Cirochou é um município da Eslováquia, situado no distrito de Humenné, na região de Prešov. Tem 7,18 km² de área e sua população em 2018 foi estimada em 669 habitantes.

## Demografia
| Ano:        | 1994 | 2004    | 2014   | 2024   |
| ----------- | ---- | ------- | ------ | ------ |
| Broj ljudi: | 609  | 709     | 675    | 654    |
| Razlika:    |      | +16,42% | -4,79% | -3,11% |

| Ano:               | 2023 | 2024   |
| ------------------ | ---- | ------ |
| Número de pessoas: | 665  | 654    |
| Diferença:         |      | -1,65% |